# Sint Martinus (’s-Gravenpolder)

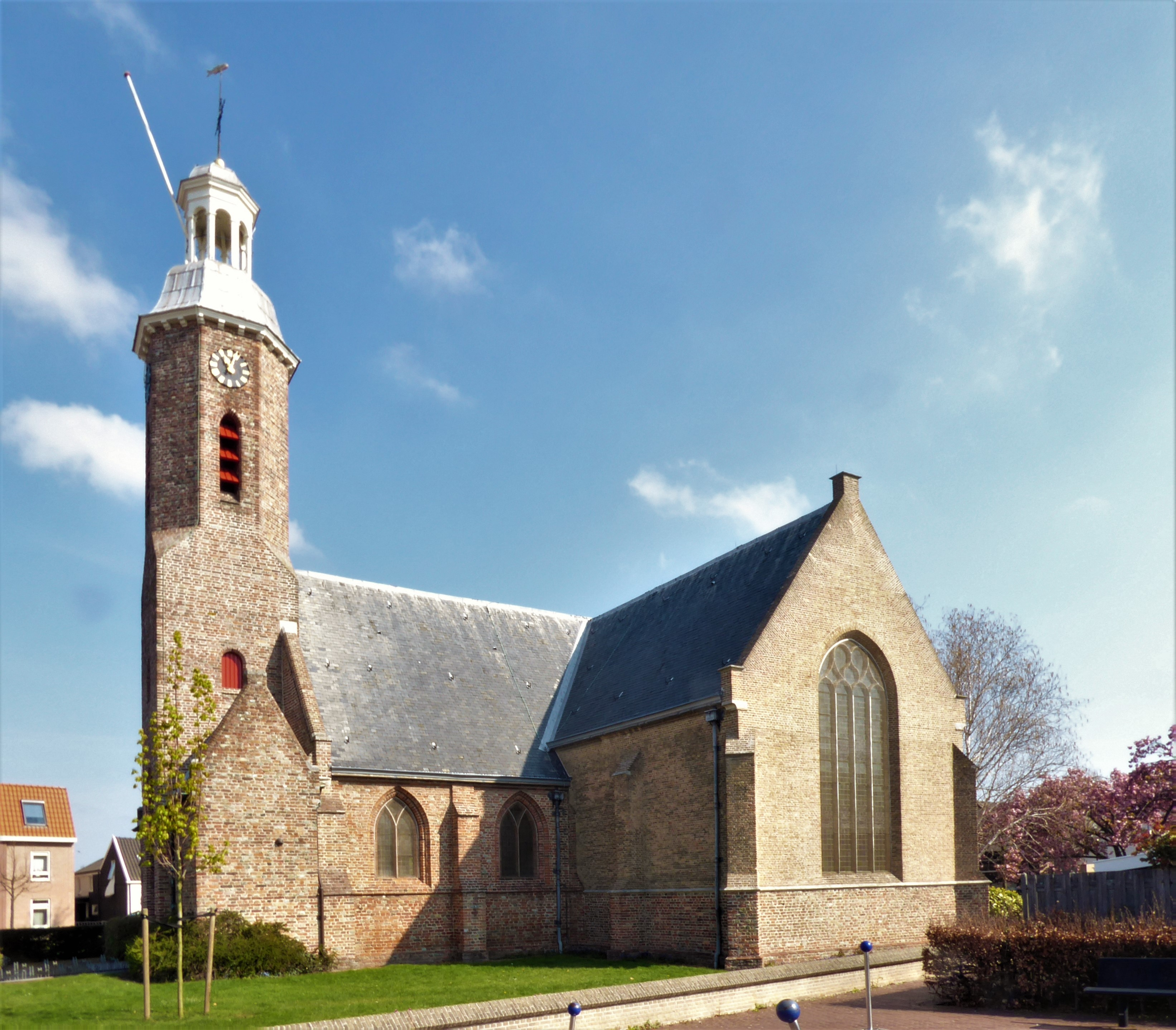
Sint Martinus

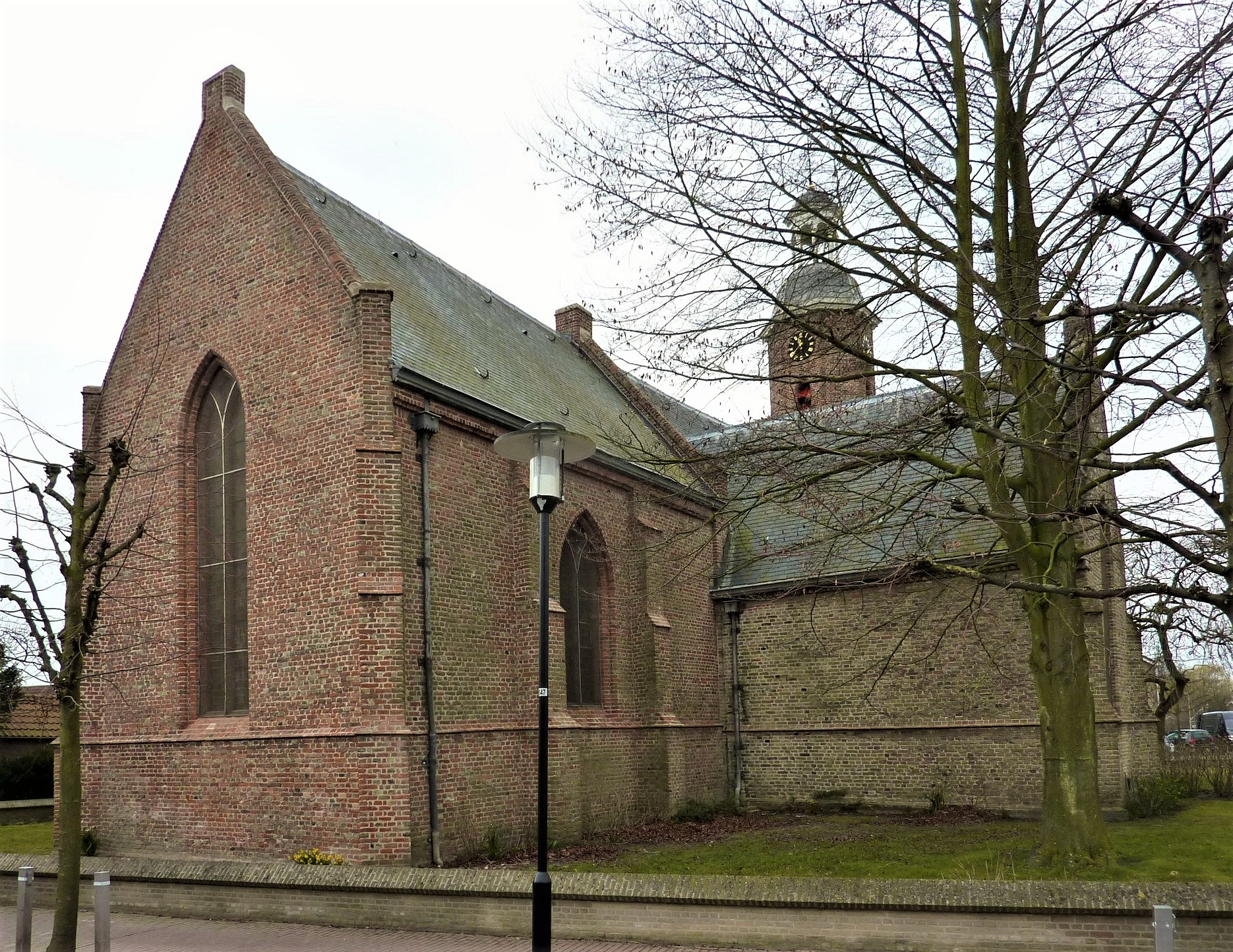
Blick zum Chor

Sint Martinus (deutsch St. Martin) ist eine gotische evangelische Pfarrkirche im Ortsteil ’s-Gravenpolder der Gemeinde Borsele in der niederländischen Provinz Zeeland. Das Kirchengebäude gehört zur Protestantse gemeente ’s-Gravenpolder – Baarland innerhalb der Protestantischen Kirche in den Niederlanden und ist Rijksmonument unter den Nummern 9968 (Kirchenschiff) und 9969 (Turm).

## Geschichte
Ältester Teil der Martinuskirche ist der gerade geschlossene Chor aus dem 14. Jahrhundert. Das einschiffige Langhaus und der in dieses eingebaute Turm entstanden im frühen 15. Jahrhundert. Das nördliche Querhaus entstand um 1500, das breitere und höhere südliche Querhaus sowie ein neuer Westbau um den Turm herum im Verlauf des 16. Jahrhunderts. Der Stelzenturm selber mit einem tiefer liegen Portal hinter einer Art Vorhalle findet eine bauliche Entsprechung in den mittelalterlichen Kirchen von Gapinge und Ovezande in Zeeland. Der spätgotische Taufstein entstand 1552.